# Сурикат
Сурика́т (Suricata suricatta) або англ. meerkat — хижий ссавець з родини мангустових (Heprestidae), єдиний живий представник роду Suricata. Мешкає в пустелі Калахарі, що в Південній Африці. Сурикати зустрічаються в таких країнах, як-от Ангола, Ботсвана, Намібія, ПАР. Середня тривалість життя цих тварин становить 13 років.

## Опис
Довжина голови й тіла: 250—350 мм, хвіст: 175—250 мм. Статевий диморфізм майже не виражений, самці трохи дрібніші за самиць. Середня вага близько 750 грамів. Забарвлення жовтувато-сіро-сиве. Голова майже біла, вуха чорні, хвіст жовтуватий із чорним кінчиком. Шерсть довга і м'яка, а підшерстя темно-рудого кольору. Тіло досить струнке з довгими тонкими кінцівками. Передні ноги мають дуже довгі, сильні кігті. Самиці мають шість молочних залоз. Залози добре видно, оскільки на цій частині тіла, як і на шиї, шерсть коротша, ніж в інших місцях. У сурикатів чудовий зір: темні захисні смужки довкола очей дозволяють їм дивитися прямо на сонце, а третє віко надійно захищає від пісків пустелі.

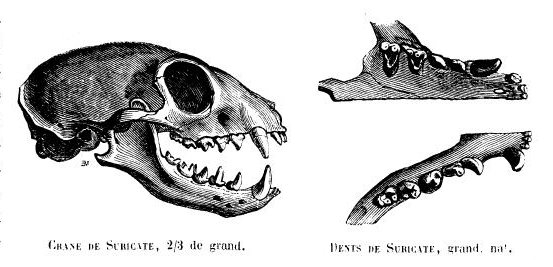
Череп та зуби суриката

### Підвиди
Є три підвиди сурикатів:
- Suricata suricatta siricata
- Suricata suricatta iona
- Suricata suricatta majoriae

## Поведінка

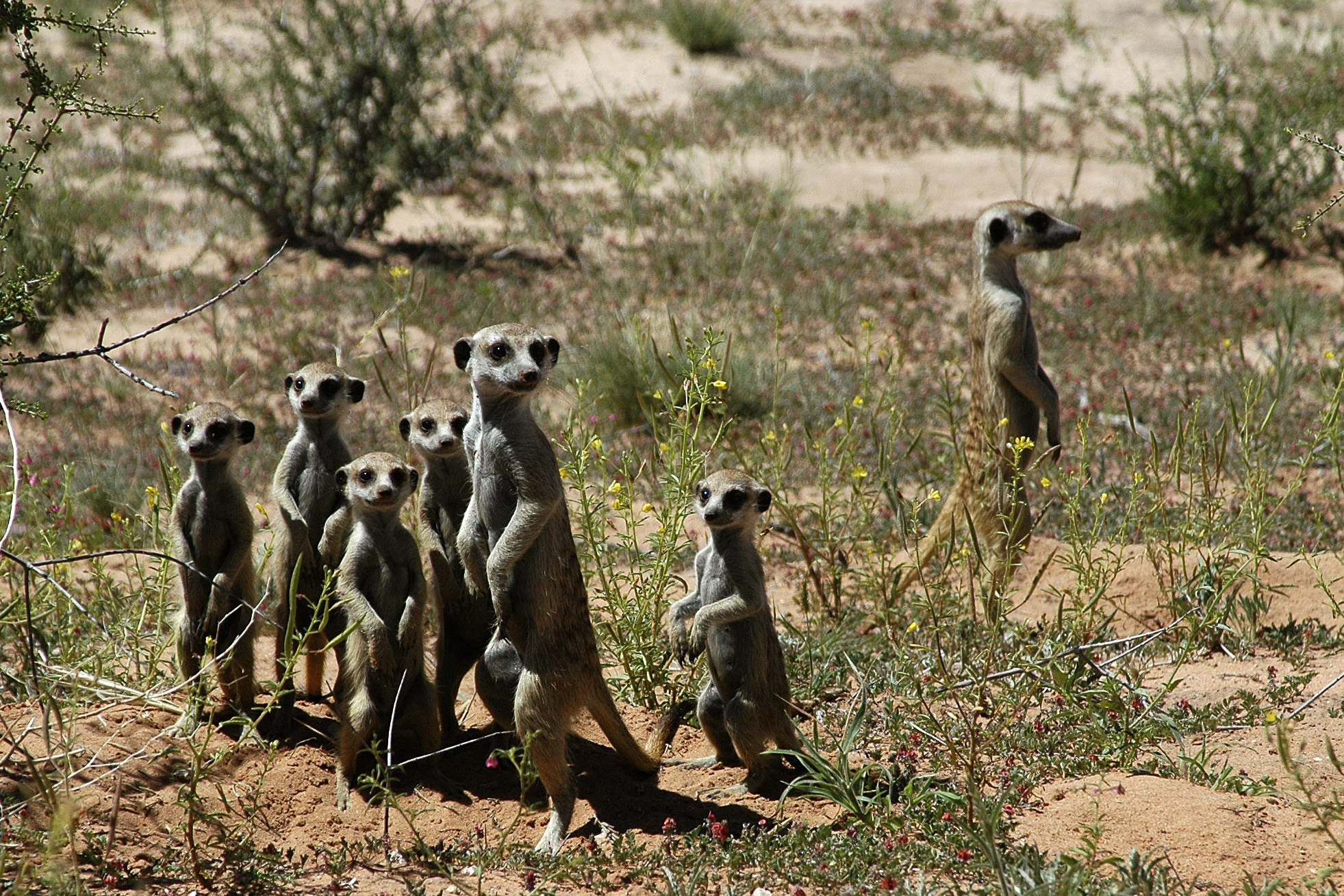
Сім'я сурикатів у пустелі Калахарі.

Деякі сурикати живуть у гірських районах, захистками для них у цьому випадку є невеликі скелясті печерки. Сурикати риють нори в кам'янистому ґрунті Калахарі або користуються залишеними норами африканської земляної білки. Самі ж нори мають заплутану систему тунелів на глибині до 2 м. Ці житла мають сотні виходів на поверхню і займають до 800 кв. м.
Розмноження паразитів у норі призводить до того, що сурикатам властива часта зміна осель, при цьому нове поселення може виявитися за 1—2 км від старого. Сурикати ведуть денний спосіб життя, у теплий день вони гріються на сонці.
Як високоорганізовані тварини сурикати об'єднуються в колонії, що складаються з двох-трьох сімейних груп по 20—30 особин. Проте деякі надсім'ї мають по 50 представників або й більше. У кожної сім'ї сурикатів — своя територія, яка досягає до 12 кв. км.
Кланам сурикатів властива ворожнеча за території, на «межі» яких відбуваються битви, які нерідко закінчуються сумно: у разі захоплення нори, у якій знаходилися дитинчата ворожого клану, вони будуть убиті. День сурикати починають з очищення свого житла, потім виходять на полювання, опівдні відпочивають у тіні, після чого знову виходять на пошуки їжі, повертаючись у нору до заходу сонця. Для «розмов» сурикати використовують 10 звукових поєднань, при цьому їх мова складається з 20 «слів». Деякі сурикати придатні для утримання в будинку, їх відносять до тварин, найстійкіших до хвороб.
У колонії сурикатів кожна особина має своє призначення. Дослідники виявили, що старші сурикати відіграють активну роль у навчанні молоді. Самки сурикатів — найвідданіші матері. Під час нападу орла вони закривають собою дитинчат, рятуючи їх від смерті ціною власного життя.

## Харчування
Сурикати харчуються переважно цибулинами рослин, сараною, скорпіонами, термітами та іншими комахами, невеликими зміями та їхніми яйцями, птахами, пташиними яйцями, а також добувають земляних білок, мишей і піщанок. До отрути змій та скорпіонів сурикати мають імунітет.

## Розмноження
Шлюбний період у сурикатів триває з жовтня до травня. Зазвичай самка народжує по 2—5 дитинчат, при цьому сурикати можуть приносити потомство 2—3 рази на рік. Сурикати не витрачають час на романтичні залицяння: самець просто нападає на самку. Боротьба тварин триває, допоки самка нарешті не поступиться домаганням. Сурикати утворюють стійкі пари, але не завжди зберігають вірність партнерові.
Вагітність у сурикатів триває 77 днів, можливо менше, у дикій природі народжується від 2 до 5, найчастіше 3—4 дитинчат, які важать 25—36 г. Їхні очі відкриваються на 10—14 день, від молока відлучаються на 7—9 тиждень. Статева зрілість настає в однорічному віці. Новонароджені «дорослішають» за одну ніч: учора їх ще годувала мати, а вже зранку про їжу вони мають дбати самі.

## Етимологія
Етимологія назви не до кінця ясна. В африкаанс використовується слово “graatjiemeerkat”, але “stokstertmeerkat” також добре вкоренилось і є описовим. Suricate, найімовірніше, є французьким запозиченням у нідерландців, у найпридатнішій формі .

## У культурі та мистецтві
- Маєток сурикатів (англ. Meerkat Manor) — британський документальний телесеріал про сурикатів, ішов на каналі Animal Planet (2005—2008).
- Маєток сурикатів: історія починається (англ. Meerkat Manor: The Story Begins) — британський документальний фільм, приквел телесеріалу (2008).
- Сурикати (англ. The Meerkats) — повнометражний британський документальний фільм Джеймса Гонейборна про життя клану сурикатів у пустелі Калахарі (2008).
- Сурикат Біллі — один з головних героїв мультфільму «Союз звірів» (2010).
- Сурикат Тімон — персонаж мультфільму «Король Лев» і один з головних героїв мультиплікаційного телесеріалу «Король Лев: Тімон і Пумба», найкращий друг бородавочника Пумби.
- Дистрибутивові Ubuntu Linux, версії 10.10 присвоєно найменування вільнодумний сурикат (англ. Maverick Meerkat).